# Резерват Ашана
Резерват Ашана (енгл. Ashana Game Reserve) је заштићено природно подручје у Јужном Судану у вилајету Западни Бахр ел Газал, западно од града Авејла. Захвата повшину од око 900 км². Обухвата саванску травно подручје са значајним стаништем птица, слонова и антилопа.